# Il cattivo tenente
Il cattivo tenente (Bad Lieutenant) è un film neo-noir del 1992 diretto da Abel Ferrara, presentato nella sezione Un Certain Regard al Festival di Cannes 1992. In italiano esistono due versioni, una integrale disponibile solo in home video e un'altra tagliata.
Nel 2009 il regista tedesco Werner Herzog realizzò una sorta di remake (stesso personaggio ma storia un po' diversa) con Nicolas Cage dal titolo Il cattivo tenente - Ultima chiamata New Orleans.

## Trama
Il protagonista è un corrotto tenente della polizia di New York, dedito a tutti i tipi di droga, alcool, prostituzione, scommesse e mazzette. Tutto cambia quando nel quartiere accade un crimine gravissimo: una suora viene violentata in chiesa da due giovani, che vandalizzano e derubano l'altare. Il giorno dopo il tenente scopre che ha perso una scommessa nel campionato nazionale di baseball ma, invece di fermarsi, cerca di recuperare i soldi rilanciando il doppio sulla successiva partita. Nel frattempo iniziano le indagini sul crimine commesso in chiesa: il tenente rimane scioccato sia da ciò che la suora ha dovuto subire, sia dal fatto che lei conosce gli autori del crimine ma non vuole farne i nomi. Drogato, sconvolto, ma anche attratto sessualmente dalla giovane suora, il poliziotto sfoga la sua frustrazione su due ragazze fermate in strada senza patente.
La discesa del tenente nella follia appare ormai inarrestabile: drogato sempre più pesantemente, perde una scommessa dopo l'altra, ma continua a raddoppiare la posta senza avere realmente i soldi. Il suo amico gli rifiuta l'ennesimo raddoppio e lo invita a saldare il debito, perché a rischiare le conseguenze non è più solo lui ma tutta la sua famiglia. Avuto il numero degli strozzini, il tenente decide di puntare comunque l'ultima folle scommessa contro tutto e tutti. Ora, anche se finalmente vincesse, l'unica speranza rimasta per pagare il debito sarebbe riscuotere l'ingente taglia messa sulla testa dei ragazzi che hanno aggredito la suora.
Cerca nuovamente di convincerla a parlare, promettendo che lui ucciderà coloro che l'hanno stuprata, ma lei non vuole la morte di nessuno e offre, in cambio della violenza, preghiera e perdono. Rimasto solo in chiesa, in preda allo sconforto, chiede perdono per i suoi crimini piangendo e invocando un intervento divino, fino a che ha una visione di Gesù disceso dalla croce. La figura si rivela però essere una donna che tiene in mano un calice d'oro: gli stupratori hanno cercato di vendere al negozio dove lei lavora il calice rubato in chiesa. Il tenente ha finalmente i nomi che cercava e riesce a trovare facilmente i due ragazzi.
Dopo la rivelazione avuta in chiesa, però non è più lo stesso uomo: condivide con i due la droga che gli è rimasta e gli ultimi soldi che ha, li porta alla stazione degli autobus e li fa partire, con la raccomandazione di non tornare mai più a New York perché oramai tutti sanno chi sono. Il tenente torna alla sua auto ma, mentre sta per ripartire, viene affiancato da un'altra vettura: qualcuno gli urla "Ecco la tua vincita!" ("Hey, cop!") e subito dopo gli spara. I passanti osservano scioccati il cadavere del tenente, mentre il suo amico allibratore, che ha assistito alla scena, si allontana confondendosi tra la folla.

## Produzione
Il soggetto del film nasce da una canzone, scritta da Abel Ferrara con il suo amico Paul Hipp, che nel film interpreta Gesù. La sceneggiatura non è scritta da Nicholas St. John, abituale collaboratore del regista, poiché secondo lui il film metteva in gioco interrogativi troppo grossi. Così il film è stato scritto da Ferrara insieme all'attrice Zoë Lund, che era stata la giovane protagonista de L'angelo della vendetta, diretto da Ferrara nel 1981, e che ne Il cattivo tenente impersona una giovane spacciatrice.
L'episodio dell'aggressione e dello stupro della giovane suora è ispirato dall'autobiografia One Tough Cop del detective del New York City Police Department Bo Dietl, che personalmente indagò su un caso realmente accaduto a New York. La stessa scena ricompare nel film del 1998 Poliziotto speciale di Bruno Barreto, trasposizione cinematografica dell'autobiografia di Dietl, che nel film interpreta un poliziotto. Il regista ha dichiarato che durante la ripresa della simulazione della fellatio, Harvey Keitel era a malapena cosciente di trovarsi su un set. Ferrara ha dichiarato in un'intervista a Roma che il messaggio personale era "I love you Jesus". In un'intervista del 2012 Abel Ferrara ha ammesso che durante la produzione del film si drogava.
Inizialmente il ruolo del tenente doveva essere interpretato da Cristopher Walken, ma essendo già impegnato fu scelto Harvey Keitel. 

## Accoglienza
In Francia ebbe talmente tanto successo che nei cinema Parigini rimase in proiezione per sei settimane.

## Riconoscimenti
- 1993 – Independent Spirit Awards
  - Miglior attore protagonista a Harvey Keitel